# 里円堂
里円堂（りえんどう、生没年不詳）とは、江戸時代の浮世絵師。

## 来歴
師系・経歴は一切不明。浮世絵太田記念美術館所蔵の「大黒と遊女図」（紙本着色）に「日本戯画里円堂筆」という落款があり、この絵の作者として知られるのみである。その画風は懐月堂派の影響を受けたもので、作画期は宝暦の頃とされる。